# God Put a Rainbow in the Sky
Albums de Miss Li
Late Night Heartbroken Blues
(2006) Songs of a Rag Doll
(2007)
God Put a Rainbow in the Sky est le second album de la chanteuse suédoise Miss Li. Il est sorti en 2007.

## Liste des titres
1. Let Her Go (2:19)
2. All I Need Is You (1:51)
3. I'm Glad I'm Not a Proud American (3:05)
4. Don't Try to Fool Me (3:41)
5. Autumn Cold (2:05)
6. I'm Sorry, He's Mine (2:55)
7. The Songs We Used to Sing (3:44)
8. Kings & Queens (2:11)
9. The Happy Sinner (4:58)
10. A Song About Me and a Boy (6:49)